# Топољски бук
Топољски бук, Велики бук или Слап Крчић је водопад на ријеци Крчић, притоци Крке. Налази се 3,5 km сјевероисточно од Книна, код села Ковачић. Водопадом се Крчић обрушава у крашко врело Крке, тако да је завршетак Крчића уједно и почетак Крке. Висок је 22 м, широк 30 м и дугачак 21 м. Има само једну каскаду. 